# Biblioteca popular Rafael de Aguiar
La biblioteca popular "Rafael de Aguiar" se encuentra en la localidad de San Nicolás de los Arroyos, provincia de Buenos Aires, Argentina. Fue creada en 1947 por iniciativa de la Sra. Juana Couretot de Guella e inaugurada oficialmente en 1948 en homenaje al fundador de la ciudad. Su finalidad es la de brindar los beneficios de la lectura, información y apoyo a la tarea educativa en sus distintos niveles. 

## Comienzos
Los primeros fondos de la Biblioteca -40 pesos- fueron fruto de una colecta realizada entre los presentes a la Asamblea Constitutiva. Dado que su origen fue en un barrio nicoleño, sus habitantes contribuyeron al arreglo del local, pintándolo y arreglándolo, junto con la donación de mesas, sillas y demás mobiliario para la primera sala de lectura con la que contó la institución. 
En aquellos tiempos, tenían igual valor económico una casa del barrio de la biblioteca y la colección de la Enciclopedia Universal Ilustrada Europeo-Americana. Se prefirió la adquisición de la colección.
Fue así que su primer local (alquilado) se ubicó en calle Ameghino, entre las calles Don Bosco y Maipú, hasta la adquisición de su local propio en 1970 sito en la esquina de Ameghino y Don Bosco, donde se encuentra actualmente.

## Fundadora
La gestora del proyecto fue la Sra. Juana Couretot de Guella, quien trabajó para la institución hasta el día de su muerte. Su retrato se encuentra emplazado en la sala principal de atención al público. 

## Reconocimientos oficiales
La Biblioteca se encuentra oficialmente reconocida por dos instituciones de nivel provincial y nacional: 
- Comisión Nacional de Bibliotecas Populares
- Dirección de Bibliotecas y Promoción de la Lectura de la provincia de Buenos Aires.

### Entidad de Interés Cultural
El día jueves 22 de noviembre de 2007, la biblioteca recibe de manos del presidente del Honorable Concejo Deliberante de la Municipalidad de San Nicolás de los Arroyos, el diploma y copia del Decreto N.º 12455 en el cual se declara a la biblioteca "Entidad de Interés Cultural", en reconocimiento a toda su trayectoria cultural y educativa desarrollada, a propósito de su 60.º aniversario.

### Patrimonio Histórico de la ciudad de San Nicolás de los Arroyos
Dictaminado por el Honorable Concejo en el año 2014 bajo Ordenanza 8803/14. Por su "su indudable importancia histórica, cultural, ambiental, y de significación para la ciudad, por su antigüedad, historicidad y por su relevancia local que le otorga un valor propio el inmueble sito sobre calle Ameghino, esquina Don Bosco designado catastralmente como Circunscripción I, Sección B, Manzana 132, Parcela 16 b."

## Sede Central

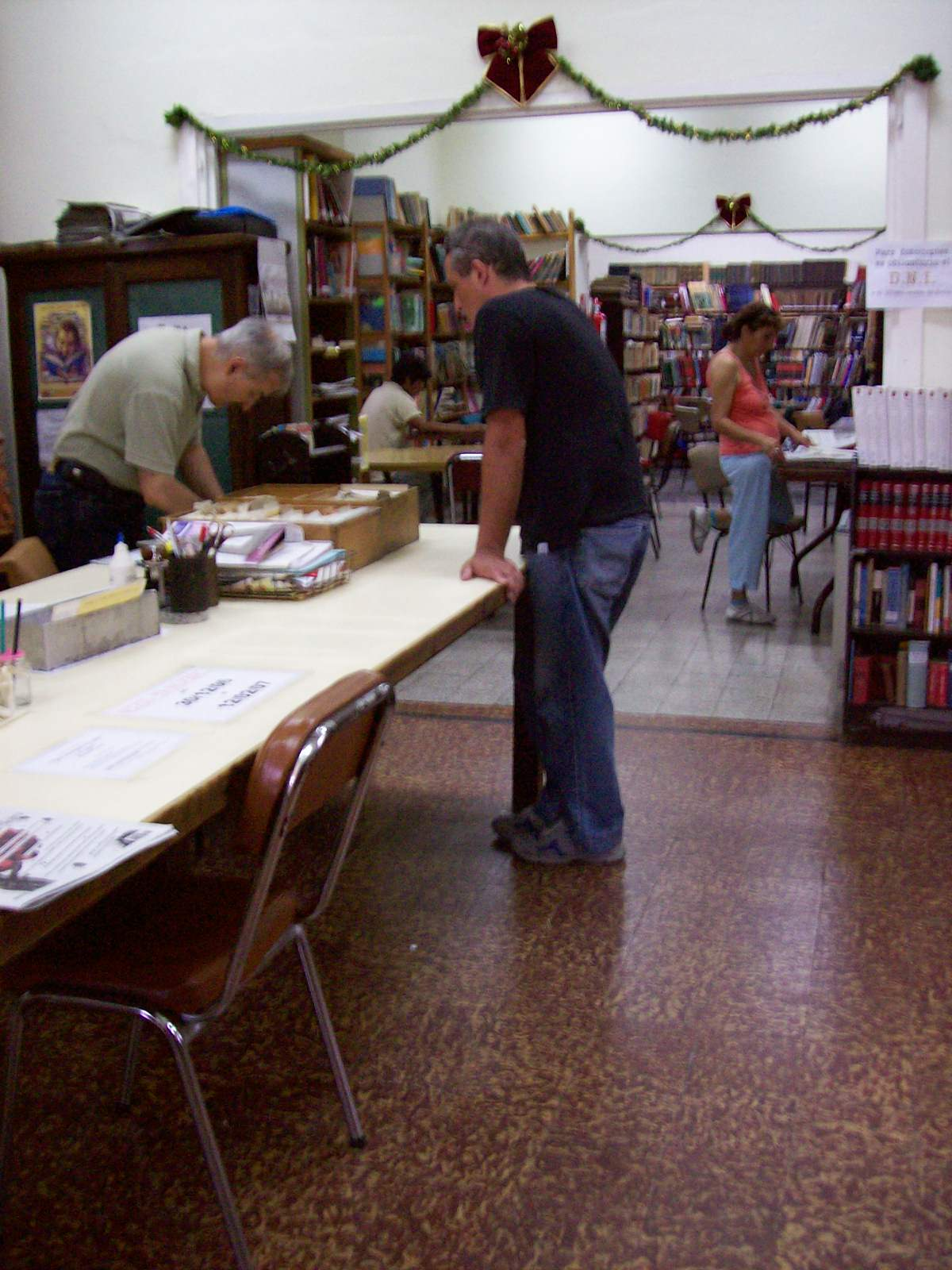
Sala de Recepción y vista parcial de las Salas de Lectura Parlante.

La misma se encuentra ubicada en la zona céntrica de la ciudad, en la esquina de Ameghino y Don Bosco, a tres cuadras de las dos calles principales "De la Nación" y "Bartolomé Mitre". El edificio, construido aproximadamente en el año 1860, conserva su fachada de estilo arquitectónico italianizante.

### Salas de acceso público
- Sala de Recepción.
- Tres Salas de Lectura parlante.
- Sala de Informática.
- Salón de Usos Múltiples (SUM) con capacidad para 60-80 personas.

## Filiales
Cuenta con una filial: 
- Filial América (ubicada en calle América 141): Con su local propio desde el 17 de septiembre de 1966. Concurren a la misma numerosos usuarios que viven en populosos barrios aledaños carentes de bibliotecas. Se dictan varios cursos de extensión cultural y se realizan exposiciones, talleres, presentación de libros y actos conmemorativos a fechas patrias.

## Fondo Bibliográfico
Posee más de 38.000 obras en su sede central. Si bien las mismas abarcan todas las áreas del conocimiento, la mayor cantidad de los ejemplares pertenecen a las ramas de Literatura (Novela, con la diaria incorporación de los últimos títulos publicados, poesía, teatro y Literatura infantil), textos de uso escolar (Educación General Básica (E.G.B.), Educación Secundaria Básica (E.S.B.), Polimodal, Nivel de educación Terciario y algunas obras a nivel Universitario), Ciencias sociales y Obras de Referencia.

### Obras de Referencia
Siendo una biblioteca popular, cuenta con una variada colección de obras utilizadas para la consulta en sala. Entre ellas la Enciclopedia Universal Ilustrada Europeo-Americana (70 tomos, 1930, 10 apéndices y suplementos actualizados desde 1934 hasta 2005), Nueva enciclopedia Durvan (36 tomos), y la Enciclopedia Hispánica (EE. UU., Encyclopædia Britannica Publishers - Estados Unidos, 1992, 18 tomos) entre otras. 
Conjuntamente se encuentra también una variada colección de enciclopedias dedicada a las artes, historia mundial y argentina, música, usos y costumbres, y otras.

### Publicaciones diarias recibidas
- El Norte  - Diario local de San Nicolás.
- Clarín – Diario de Alcance Nacional – Buenos Aires.

### Tesoro Bibliográfico
Parte del mismo constituyeron los primeros volúmenes del acervo bibliográfico en 1947, mientras que los demás fueron donados posteriormente. Actualmente esta nueva sección se encuentra en proceso de investigación de los ejemplares, ya que los mismos datan de los siglos XVIII, XIX y comienzos del siglo XX.

## Servicios
Entre los servicios prestados se pueden contar: 
- Préstamo a domicilio para socios.
- DVDteca, con más de 200 títulos
- Wifi, para el uso del público en general y socios.

## Relevancia Cultural

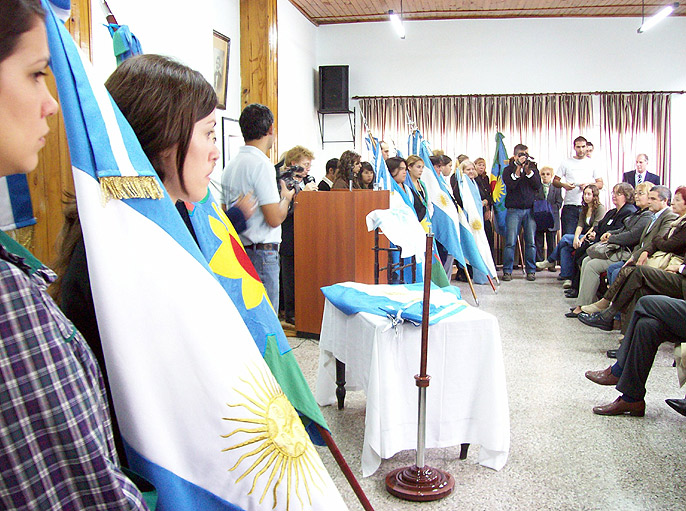
Vista del frente del Salón de Usos Múltiples durante el Acto Conmemorativo 60.º Aniversario de la Biblioteca, abril de 2007.

Han estado ligadas a la biblioteca personalidades del ambiente cultural y artístico de la ciudad, como así también instituciones culturales y educativas.
A través del tiempo, se han desarrollado distintas actividades y puesto en marcha una cantidad importante de proyectos, convirtiéndose así, en una de las bibliotecas populares más importantes de la ciudad de San Nicolás de los Arroyos. Parte de esta obra cuenta con censos de analfabetos, creación de escuelas para adultos (escuela de adultos N.º 703) y de enseñanza primaria y secundaria.

### Escuela de Bibliotecología
En la década del '70, dos profesoras del Instituto Superior de Formación Docente y Técnica N.º 8 de La Plata, dictaron en la biblioteca los primeros cursos de capacitación bibliotecaria en la ciudad, ubicando a esta entidad dentro de los pioneros en el estudio de las Ciencias de la Información en la ciudad. Si bien la creación de la Escuela de Bibliotecología no pudo lograrse con el proyecto presentado por la Sra. de Guella, se continuó realizando cursos que fueron capacitando al personal de las bibliotecas nicoleñas. 
A fines de la década del '80 se abre la carrera de Bibliotecología en el Instituto Superior N.º 38 de la ciudad, y la biblioteca cedió sus instalaciones y su material bibliográfico para el dictado de la misma. Años más tarde, el Instituto Privado Superior "Fray Luis Beltrán" reabrió la carrera para la formación de bibliotecarios y otra vez la biblioteca fue sede permanente de las prácticas que se realizaron según el plan de Estudio, por ser la única en la ciudad con una afluencia de público en el rango de entre setenta y ochenta usuarios diarios.

## Actividades de Extensión Cultural
Se realizan en su Salón de Usos Múltiples. Algunas de cuyas actividades a mencionar son muestras de fotografía, cerámica, pintura, presentaciones de libros, conferencias y recitales. 

### Extensión Cultural Cinematográfica
Desde abril de 2005, la Biblioteca realiza funciones de cine-debate con films tanto extranjeros como nacionales, apuntando a una actividad de extensión cultural tendiente a generar un campo propicio para la creatividad, reflexión y generación del espíritu crítico, así como también difundir al público obras que han sido llevadas al cine por grandes directores. Los encuentros se realizan los días domingo, contando con equipo de proyección y audio propio de la biblioteca. Al finalizar la proyección, un panel moderador compuesto por una profesora de historia, una licenciada en bellas artes y un psicñologo, incitan a la participación del público.